# Model discriminatiu
Els models discriminatius, també coneguts com a models condicionals, són una classe de models logístics utilitzats per a la classificació o la regressió. Distingeixen els límits de decisió a través de dades observades, com ara passar/fallir, guanyar/perdre, viu/mort o sa/malalt.
Els models discriminatius típics inclouen regressió logística (LR), camps aleatoris condicionals (CRF) (especificats sobre un gràfic no dirigit), arbres de decisió i molts altres. Els enfocaments típics del model generatiu inclouen classificadors Bayes ingenus, models de mescles gaussianes, codificadors automàtics variacionals, xarxes adversàries generatives i altres.
A diferència del modelatge generatiu, que estudia a partir de la probabilitat conjunta {\displaystyle P(x,y)}, el modelatge discriminatiu estudia el {\displaystyle P(y|x)} o mapeja la variable no observada donada (objectiu) {\displaystyle x} a una etiqueta de classe {\displaystyle y} depenent de les variables observades (mostres d'entrenament). Per exemple, en el reconeixement d'objectes, {\displaystyle x} és probable que sigui un vector de píxels en brut (o característiques extretes dels píxels en brut de la imatge). Dins d'un marc probabilístic, això es fa modelant la distribució de probabilitat condicional {\displaystyle P(y|x)}, que es pot utilitzar per predir {\displaystyle y} des de {\displaystyle x}. Tingueu en compte que encara hi ha una distinció entre el model condicional i el model discriminatiu, encara que més sovint es classifiquen simplement com a model discriminatiu.
Els avantatges significatius de l'ús de models discriminatius són:
- Més precisió, la qual cosa condueix principalment a un millor resultat d'aprenentatge.
- Permet simplificar l'entrada i proporciona una aproximació directa {\displaystyle P(y|x)}.
- Estalvia recursos de càlcul.
- Genera menors errors asimptòtics.

En comparació amb els avantatges d'utilitzar el modelatge generatiu:
- Té en compte totes les dades, cosa que podria provocar un processament més lent com a desavantatge.
- Requereix menys mostres d'entrenament.
- Un marc flexible que podria cooperar fàcilment amb altres necessitats de l'aplicació.

Desavantatges:
- El mètode d'entrenament sol requerir múltiples tècniques d'optimització numèrica.[4]
- De la mateixa manera, segons la definició, el model discriminatiu necessitarà la combinació de múltiples subtasques per resoldre un problema complex del món real.[5]

Alguns exemples de models discriminatius inclouen:
- Regressió logística, un tipus de regressió lineal generalitzada que s'utilitza per predir sortides binàries o categòriques (també coneguts com a classificadors d'entropia màxima).
- Potenciació (meta-algorisme).
- Camps aleatoris condicionals.
- Regressió lineal.
- Boscos aleatoris.